# Vrijwilligersmedaille Openbare Orde en Veiligheid
De Vrijwilligersmedaille Openbare Orde en Veiligheid werd van 14 juni 1958 als Vrijwilligersmedaille bij Koninklijk Besluit no. 288 ingesteld door Koningin Juliana der Nederlanden. Deze Koninklijke Onderscheiding werd op 2 februari 1998 bij ministerieel besluit van de minister van Binnenlandse Zaken Hans Dijkstal omgedoopt in "Vrijwilligersmedaille Openbare Orde en Veiligheid".
De medaille wordt, zo bepaalt het Ministerieel Besluit, toegekend "aan hen, die aaneensluitend of met een onderbreking van ten hoogste twee maanden gedurende een periode van tien jaren in repressieve dienst taken op het terrein van de openbare orde en veiligheid hebben verricht als vrijwilliger".
Het besluit van de Minister noemt met name de politie, een overheidsbrandweer, een brandweer van een inrichting voor zover deze brandweer ingevolge een regeling met de overheid taken vervult ten behoeve van de overheidsbrandweer, het Korps Nationale Reserve (de militaire reserve), een organisatie die zich inzet voor het redden van drenkelingen, een ambulancedienst, het Nederlandse Rode Kruis, de Nationale Bond voor EHBO, de Koninklijke Nederlandse Vereniging EHBO of EHBO-Nederland, een vrijwilligerskorps van Curaçao, Sint Maarten of van het openbare lichaam Bonaire, Sint Eustatius of Saba of USAR.NL.
Omdat een aantal van de bovengenoemde organisaties ook particuliere onderscheidingen voor langdurig vrijwilligerswerk kennen worden soms twee medailles uitgereikt. Dat gebeurt onder andere bij vrijwilligers van het Rode Kruis. De vrijwilligers in de repressieve rampenhulpverlening krijgen de Vrijwilligersmedaille naast de Medaille voor trouwe dienst van het Nederlandse Rode Kruis. Voor het Rode Kruis betekent dit dat de vrijwilligers bij het SIGMA en de Noodhulpteams voor twee medailles in aanmerking komen. Voor de 10 jaren tellen de daadwerkelijke, op basis van het Koninklijk Besluit en het Ministerieel Besluit strikt getelde, jaren in de rampenhulpverlening. Deze staan waar het het toekennen van de Vrijwilligersmedaille Openbare Orde en Veiligheid betreft los van het vrijwillig werken voor het Nederlandse Rode Kruis.

## De medaille
De ronde bronzen medaille is 35 millimeter breed en wordt aan een groen lint met oranje bies op de linkerborst gedragen. Op de voorzijde van de medaille is een kasteelmuur met een opgaande zon als achtergrond afgebeeld. Op de muur staan de woorden "PATRIAE SERVIRE LIBERTAS". Voor de muur kronkelt zich een slang. Op de keerzijde van de medaille is het Nederlandse rijkswapen afgebeeld.
De medaille is iets kleiner dan de in Nederland gebruikelijke 37 millimeter.
Het lint waaraan de medaille wordt gedragen is 33 millimeter breed. De kleur is groen met op op 1 millimeter afstand van de rand een 2 millimeter brede oranje baan. Omdat in het Koninklijk Besluit van 1958 geen precieze tinten werden aangegeven zijn er ten minste twee kleuren groen, donkergroen en lauriergroen, en twee tinten oranje, geeloranje en donkeroranje gebruikt. Bij gedragen en door de zon verkleurde linten kan de kleur nog meer zijn gaan afwijken.
In 2010 werden "gifgroen en donkeroranje" gebruikt.
Het Ministerieel Besluit bepaalt dat "aan hen die aaneensluitend of met een onderbreking van ten hoogste twee maanden gedurende een periode van vijftien, twintig, vijfentwintig, dertig, vijfendertig respectievelijk veertig jaren taken heeft verricht als vrijwilliger een jaarteken wordt toegekend, waarvan het laatst ontvangen jaarteken op het lint van de eerder ontvangen medaille wordt gedragen".
Deze jaartekens hebben de vorm van een langwerpig bronzen schildje met de Latijnse cijfers XV, XX, XXV, XXX, XXXV en XL. De jaartekens worden behalve op het lint van het modelversiersel ook in miniatuur op miniaturen van het lint en de medaille voor op avondkleding en rokkostuum en op batons gedragen.
Bij de uitreiking ontving de decorandus ook een eenvoudig diploma dat namens de minister van Justitie of een andere minister door een leidinggevende is ondertekend. Ook bij het toekennen van een jaarteken wordt een vergelijkbaar diploma uitgereikt.
In 2010 kregen de gedecoreerden een fraai gedrukt diploma met een afbeelding van de medaille in kleur.